# Balthasar Ernst von Bohlen
Balthasar Ernst von Bohlen (* 16. November 1699 auf Wusterwitz; † 30. Mai 1789 auf Gut Lerchenborn) war ein preußischer Oberst und Chef des Husarenregiments Nr. 4 sowie Ritter des Ordens Pour le Mérite.

## Leben

### Herkunft
Seine Eltern waren Melchior Balthasar von Bohlen und dessen Ehefrau Johanna Eleonore, geborene von Oertzen. Sein Vater war Erbherr auf Wusterwitz, Strachelwitz, Quarzendorf und Minkendorf.

### Militärlaufbahn
Bohlen ging 1716 zunächst in schwedische Dienste, da Rügen seinerzeit ein Teil von Schwedisch-Pommern war. 1733 wechselte er mit königlicher Erlaubnis in polnische Dienste und wurde Leutnant beim Dragoner-Regiment „König Stanislaus“. Im Polnischen Thronfolgekrieg kämpfte er 1734 bei der Belagerung von Danzig, wo er in russische Gefangenschaft geriet. Nach seiner Rückkehr 1736 in schwedische Dienste kam er zur Trabanten-Garde. 1740 wechselte er mit Erlaubnis in preußische Dienste und kam als Rittmeister in das Husarenregiment Nr. 1. Dort wurde Bohlen am 4. Oktober 1741 Major und am 11. Dezember 1756 Oberstleutnant.
Während des Siebenjährigen Krieges wurde er bei Lobositz und Kunersdorf verwundet. Er erhielt für das Gefecht bei Gotha den Orden Pour le Mérite und 1761 bekam er ein eigenes leichtes Korps, um die Festung Wolfenbüttel zu decken. Am 15. Oktober 1761 wurde er als Kommandeur in das Dragonerregiment des Freikorps Kleist versetzt. Kurz darauf am 29. April 1762 wurde er zum Oberst befördert und dann als Chef zum Husarenregiment „von Dingelstädt“ versetzt. Wegen seiner Verletzungen aus dem Krieg beantragte er seinen Abschied, der 1770 mit einer Pension von 1200 Talern genehmigt wurde. 
Im Jahr 1770 kaufte Bohlen das Gut Lerchenborn und errichtete dort das Dorf Bohlendorf. Bis 1772 wohnte er aber noch auf Militsch. Aus seinen Gütern machte er ein Majorat und Fideikommiss. Da er selbst nie verheiratet war, übergab er sein Erbe seinem Vetter, dem Generalleutnant Philipp Christian von Bohlen, beziehungsweise dessen ältestem Sohn. Am 17. Oktober 1785 wurden die Verträge unterschrieben. Bohlen hatte noch Wohnrecht auf dem Gut Lerchenborn und verstarb dort unverheiratet am 30. Mai 1789.